# Saint-Firmin (Nièvre)
Saint-Firmin is een gemeente in het Franse departement Nièvre (regio Bourgogne-Franche-Comté) en telt 154 inwoners (2009). De plaats maakt deel uit van het arrondissement Nevers.

## Geografie
De oppervlakte van Saint-Firmin bedraagt 10,5 km², de bevolkingsdichtheid is 14,8 inwoners per km².
De onderstaande kaart toont de ligging van Saint-Firmin (Nièvre) met de belangrijkste infrastructuur en aangrenzende gemeenten.

## Demografie
Onderstaande figuur toont het verloop van het inwonertal (bron: INSEE-tellingen).